# ヨシュア・キミッヒ
ヨシュア・ヴァルター・キミッヒ（Joshua Walter Kimmich、1995年2月8日 - ）は、ドイツ出身のサッカー選手。ブンデスリーガ・バイエルン・ミュンヘン所属。ドイツ代表。ポジションはミッドフィールダー（CMF、DMF）、ディフェンダー（RSB、CB）。
日本のメディアにおいては、名をヨシュアやジョシュアやヨズア、姓をキミッキやキンミッヒと表記されることもある。

## クラブ経歴

### 初期の経歴

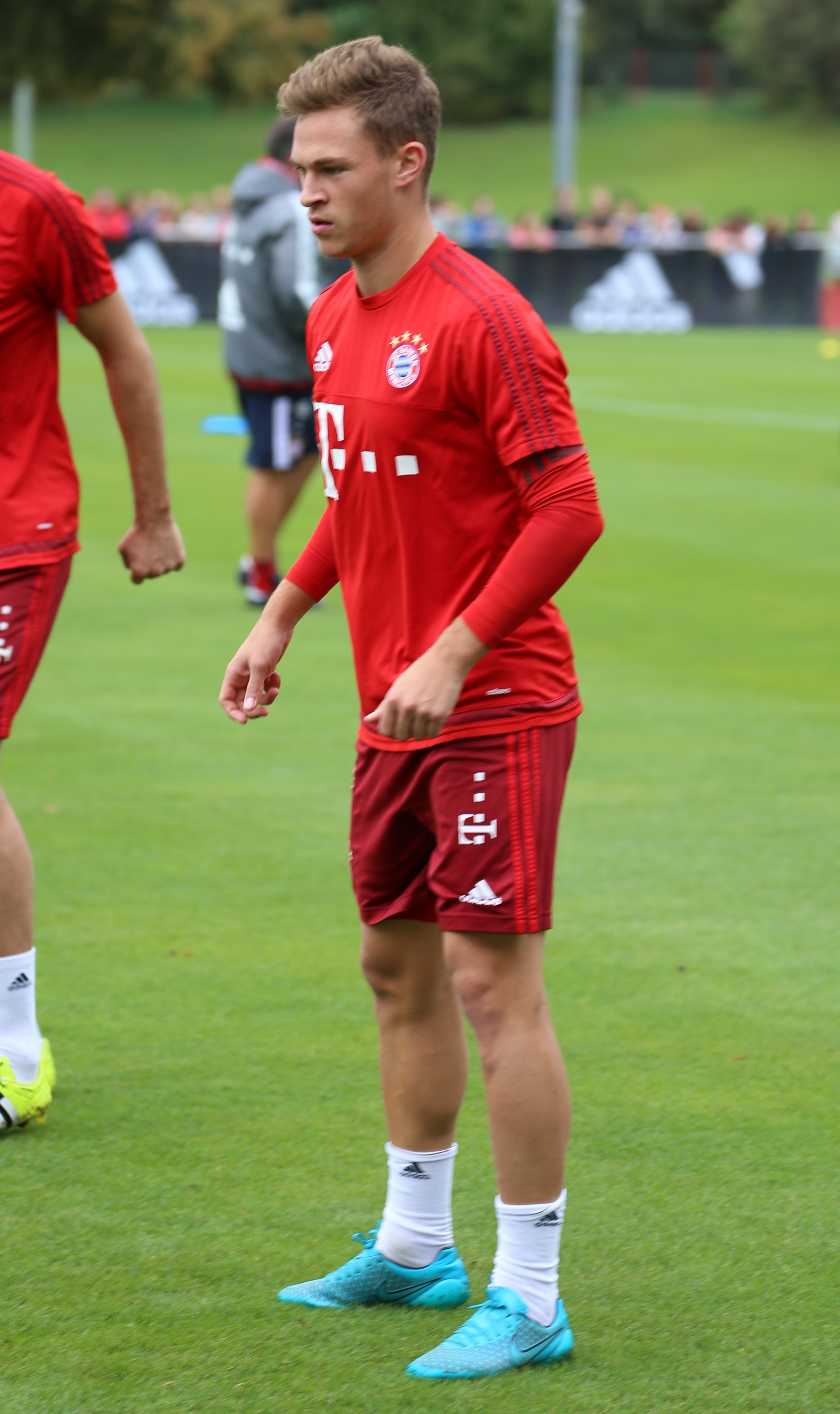
2015年のキミッヒ

バーデン＝ヴュルテンベルク州ロットヴァイルで生まれ、VfBベージンゲンでサッカーを始めた。12歳の時までベージンゲンで過ごした後、2007年にVfBシュトゥットガルトの下部組織に入団し、当時は中盤でプレーをしていた。

### ライプツィヒ
2013年夏、ブンデスリーガ3部のRBライプツィヒと契約を結んだ。契約期間は2年、期間満了後は古巣のシュトゥットガルトが買い戻すというオプション付きで、シュトゥットガルトがオプションの権利を行使しなかった場合は契約をさらに2年延長するというものだった。ブンデスリーガ3部やブンデスリーガ2部で経験を積み、2013年にはフリッツ・ヴァルター・メダルU-18部門の銀賞、翌2014年には同U-19部門の銅賞を受賞した。

### バイエルン
2015年1月、ブンデスリーガ1部のバイエルン・ミュンヘンと契約を結んだ。この契約はディレクターを務めるマティアス・ザマーと監督を務めるジョゼップ・グアルディオラの希望により実現したもので契約期間は同年7月1日からの5年間、移籍金は700万ユーロと推定される。
2015-16シーズン、8月9日に行われたDFBポカール1回戦のFCノッティンゲン戦でデビューし、同年9月12日に行われたFCアウクスブルク戦においてフィリップ・ラームとの交代でリーグデビューを果たした。加入初年度はウィンターブレイク明けの2016年2月以降、守備陣の故障者続出という内部事情もありセンターバックを務めるなどプレーの幅を広げ、グアルディオラ監督の下でリーグ戦23試合に出場し、バイエルンのリーグ優勝に貢献した。
2016-17シーズン、9月9日、リーグ第2節のシャルケ戦で途中出場から移籍後初得点を決めるなど(ブンデスリーガ1部での初ゴールでもある。)、リーグ戦では6ゴールを挙げた。2017-18シーズンはリーグ戦でのアシスト数を前シーズンの1から大幅に伸ばし、13アシストを記録して、リーグ制覇に貢献した。またチャンピオンズリーグでは準決勝まで進出、レアル・マドリードとの対戦では1stレグ、2ndレグで共にゴールを奪ったが、決勝には進出出来なかった。2018-19シーズン、リーグ戦では前シーズンを上回る16アシストを記録し、リーグ優勝に貢献した。
2019-20シーズン、リーグ第28節、勝ち点4差で2位につけ優勝を争うドルトムントとの対戦では、技ありのループシュートで決勝ゴールを決めて勝利に貢献、勝ち点差を7とし、チームは優勝に大きく前進した。UEFAチャンピオンズリーグ準々決勝のFCバルセロナ戦では1ゴール1アシストを決めて準決勝進出に貢献、準決勝のリヨン戦でも2つのアシストを決めて、3-0での勝利に貢献、決勝のパリ・サンジェルマン戦ではコマンの決勝ゴールをアシストし、チームの7年振りとなるヨーロッパ制覇に大きく寄与した。
2020-21シーズン、チアゴの移籍に伴い、背番号を6番に変更した。ポジションもサイドバックからミッドフィールダーに定着した。DFLスーパーカップのドルトムント戦では2-2から決勝ゴールを決めて優勝に貢献した。シーズン中、ブンデスリーガ第6位タイとなる10アシストを決めてチームのリーグ優勝に貢献した。
2021年8月23日、キミッヒはバイエルンと新たな契約を締結し、2025年までクラブに残ることとなった。2025年3月13日、キミッヒはバイエルンとの契約を2029年まで延長した。

## 代表経歴
2011年にU-17ドイツ代表に招集されて以来、アンダー年代の各代表でプレーをしている。U-19ドイツ代表として、2014年にハンガリーで開催されたUEFA U-19欧州選手権2014の代表メンバーに選ばれ、決勝のU-19ポルトガル代表戦を含む4試合に出場し優勝に貢献した。
U-21ドイツ代表としては2014年10月10日に行われたU-21ウクライナ代表戦でデビューし、2015年6月にチェコで開催されたUEFA U-21欧州選手権2015の代表メンバーに選ばれ4試合に出場するなど、通算14試合に出場し2得点を記録した。
2016年5月17日、UEFA EURO 2016に挑むドイツ代表の候補メンバーに初招集され、同年5月29日に行われたスロバキア代表との国際親善試合で代表デビュー、5月31日にはEURO本大会のメンバーに選出された。6月21日に行われたグループリーグ第3戦の北アイルランド代表戦では右SBとしてドイツ代表初先発を飾ると、決勝トーナメント1回戦のスロバキア代表以降はレギュラーに定着。ドイツ代表は準決勝のフランス代表戦で敗れ優勝を逃したが、自身は大会での活躍が認められベストイレブンに選出された。
2016年9月4日、2018 FIFAワールドカップ予選のノルウェー戦でフル代表初ゴールを挙げた。また同予選では10試合で2ゴール9アシストの活躍で本大会出場に貢献した。
2017年5月、ロシアで開催されるFIFAコンフェデレーションズカップ2017の代表メンバーに選出された。大会では決勝のチリ代表戦を含む全5試合に出場し、グループリーグのオーストラリア戦、カメルーン戦でそれぞれ1アシストを決めるなど、ドイツの優勝に貢献した。
2018 FIFAワールドカップではグループリーグの3試合にフル出場したが、決勝トーナメントにも進出出来なかった。2021年、ユーロ2020に臨むメンバーに選出された。
2021年、EURO2020ではグループリーグの第2戦、ポルトガルとの対戦で、相手のオウンゴールを誘発するクロス、更にロビン・ゴセンスへのアシストを決め、4-2での勝利に貢献した。
2022 FIFAワールドカップではグループステージ3試合にフル出場するも、チームは2大会連続のグループステージ敗退となった。
EURO2024では全5試合にフル出場し、2アシストを記録するも、チームは準々決勝敗退となった。
EURO2024以降は、ギュンドアンの代表引退に伴い、主将に就任した。

## 人物
元々のポジションは守備的MFだが、右のサイドバックやセンターバック、さらには攻撃的なポジションもこなすなど、柔軟さやユーティリティー性が特徴の選手である。元バイエルン・ミュンヘン監督のジョゼップ・グアルディオラに重用され、元VfBシュトゥットガルト監督のアレクサンダー・ツォルニガーからは「彼を放出するべきではなかった。破滅的に間違った判断だった」と言わしめた。また、頭脳的なプレーやパスやクロスの精度の高さから「フィリップ・ラームの後継者」とも評されている。キミッヒは自身のプレースタイルについて「ポジションなんて関係ないという訳ではないが、僕にとっては二の次だ。僕はピッチでプレーするのが何よりも好きで、規律と勘でチームに順応している」と評している。
名前の「ヨシュア」は『旧約聖書』に登場する指導者が由来となっている。両親が名前を付ける際に、字面上の理由から本来のスペルである「Josua」に「h」を加えて「Joshua」と綴ったため、誤って「ヨシュア」と発音されることがあるが、正しい発音は「ヨズア」である。また、英メディアのインタビューでは「正しくはヨズア。（英語風に）ジョシュアでもいいけど、ヨシュアはダメだ」と述べている。なお、チームメイトからは「ヨー」や「ヨシュ」と呼ばれている。
「長期的な副作用に対しての研究が十分でない」という理由でCOVID-19ワクチンを接種していなかった。しかし、その後COVID-19に感染して肺の損傷をしたことで考えを改め、接種することを公表した。

## 個人成績

### クラブ
2023-24シーズン終了時点
| クラブ       | シーズン     | リーグ         | リーグ戦 | リーグ戦 | DFBポカール | DFBポカール | 国際大会 | 国際大会 | その他 | その他 | 合計 | 合計 |
| クラブ       | シーズン     | リーグ         | 出場     | 得点     | 出場        | 得点        | 出場     | 得点     | 出場   | 得点   | 出場 | 得点 |
| ------------ | ------------ | -------------- | -------- | -------- | ----------- | ----------- | -------- | -------- | ------ | ------ | ---- | ---- |
| ライプツィヒ | 2013-14      | 3.リーガ       | 26       | 1        | 0           | 0           | -        | -        | 0      | 0      | 26   | 1    |
| ライプツィヒ | 2014-15      | 2. ブンデス    | 27       | 2        | 2           | 0           | -        | -        | 0      | 0      | 29   | 2    |
| ライプツィヒ | 通算         | 通算           | 53       | 3        | 2           | 0           | -        | -        | 0      | 0      | 55   | 3    |
| バイエルン   | 2015-16      | ブンデスリーガ | 23       | 0        | 4           | 0           | 9        | 0        | 0      | 0      | 36   | 0    |
| バイエルン   | 2016-17      | ブンデスリーガ | 27       | 6        | 4           | 0           | 8        | 3        | 1      | 0      | 40   | 9    |
| バイエルン   | 2017-18      | ブンデスリーガ | 29       | 1        | 6           | 1           | 11       | 4        | 1      | 0      | 47   | 6    |
| バイエルン   | 2018-19      | ブンデスリーガ | 34       | 2        | 6           | 0           | 7        | 0        | 1      | 0      | 48   | 2    |
| バイエルン   | 2019-20      | ブンデスリーガ | 33       | 4        | 6           | 1           | 11       | 2        | 1      | 0      | 51   | 7    |
| バイエルン   | 2020-21      | ブンデスリーガ | 27       | 4        | 1           | 0           | 7        | 1        | 4      | 1      | 39   | 6    |
| バイエルン   | 2021-22      | ブンデスリーガ | 28       | 3        | 2           | 0           | 8        | 0        | 1      | 0      | 39   | 3    |
| バイエルン   | 2022-23      | ブンデスリーガ | 33       | 5        | 4           | 1           | 9        | 1        | 1      | 0      | 47   | 7    |
| バイエルン   | 2023-24      | ブンデスリーガ | 28       | 1        | 2           | 0           | 12       | 1        | 1      | 0      | 43   | 2    |
| バイエルン   | 通算         | 通算           | 262      | 26       | 35          | 3           | 82       | 12       | 11     | 1      | 390  | 42   |
| キャリア通算 | キャリア通算 | キャリア通算   | 315      | 29       | 37          | 3           | 82       | 12       | 11     | 1      | 445  | 45   |

### 代表
出場大会
- U-19ドイツ代表
  - 2014年 - UEFA U-19欧州選手権（優勝）
- U-21ドイツ代表
  - 2015年 - UEFA U-21欧州選手権2015（ベスト4）
- ドイツ代表
  - 2016年 - UEFA EURO 2016（ベスト4）
  - 2017年 - FIFAコンフェデレーションズカップ（優勝）
  - 2018年 - FIFAワールドカップ（グループリーグ敗退）
  - 2018年 - UEFAネーションズリーグ2018-19
  - 2020年 - UEFAネーションズリーグ2020-21
  - 2021年 - UEFA EURO 2021（ベスト16）
  - 2022年 - 2022 FIFAワールドカップ（グループリーグ敗退）
  - 2024年-  UEFA EUEO 2024（ベスト8）

試合数
2024年7月27日現在
- 国際Aマッチ 91試合 6得点（2016年 - ）[41][2]

| ドイツ代表 | 国際Aマッチ | 国際Aマッチ |
| 年         | 出場        | 得点        |
| ---------- | ----------- | ----------- |
| 2016       | 11          | 1           |
| 2017       | 14          | 2           |
| 2018       | 13          | 0           |
| 2019       | 10          | 0           |
| 2020       | 2           | 0           |
| 2021       | 14          | 0           |
| 2022       | 10          | 2           |
| 2023       | 8           | 1           |
| 2024       | 9           | 0           |
| 通算       | 91          | 6           |

得点
| #  | 開催日        | 開催地                                                           | 対戦国         | スコア | 結果 | 大会                   |
| -- | ------------- | ---------------------------------------------------------------- | -------------- | ------ | ---- | ---------------------- |
| 1. | 2016年9月4日  | オスロ、ウレヴォール・スタディオン                               | ノルウェー     | 2-0    | 3-0  | ロシアW杯・予選        |
| 2. | 2017年6月6日  | ブレンビー、ブレンビー・スタディオン                             | デンマーク     | 1-1    | 1-1  | 親善試合               |
| 3. | 2017年10月5日 | ベルファスト、ウィンザー・パーク                                 | 北アイルランド | 3-0    | 3-1  | ロシアW杯・予選        |
| 4. | 2022年6月4日  | ボローニャ、スタディオ・レナート・ダッラーラ                     | イタリア       | 1-1    | 1-1  | UEFAネーションズリーグ |
| 5. | 2022年6月14日 | メンヒェングラートバッハ、シュタディオン・イム・ボルシア・パルク | イタリア       | 1-0    | 5-2  | UEFAネーションズリーグ |
| 6. | 2023年6月12日 | ブレーメン、ヴェーザーシュタディオン                             | ウクライナ     | 3-3    | 3-3  | 親善試合               |

## タイトル

### クラブ
バイエルン・ミュンヘン
- ブンデスリーガ：8回 (2015-16, 2016-17, 2017-18, 2018-19, 2019-20, 2020-21, 2021-22,2022-23)
- DFBポカール：3回 (2015-16, 2018-19, 2019-20)
- DFLスーパーカップ：4回 (2016, 2017, 2018, 2020, 2022)
- UEFAチャンピオンズリーグ：2019-20
- FIFAクラブワールドカップ：2020
- UEFAスーパーカップ：2020

### 代表
- FIFAコンフェデレーションズカップ：2017

### 個人
- フリッツ・ヴァルター・メダル U-18部門銀賞 (2013)[42]
- フリッツ・ヴァルター・メダル U-19部門銅賞 (2014)[43]
- UEFA EURO 2016 ベストイレブン[29]
- UEFAチャンピオンズリーグ ブレイクスルーチーム (2016)[44]
- UEFAチャンピオンズリーグ 年間ベストチーム(スカッドオブザシーズン) 2019-20
- UEFAクラブ・フットボール・アワード最優秀DF賞：2019-20
- FIFA FIFPro男子ワールドイレブン：2020-21